# Benjamin Delacourt
Benjamin Delacourt (Croix, 10 september 1985) is een Frans voetballer die als centrale verdediger speelt voor Francs Borains.

## Clubcarrière
Delacourt speelde in de jeugd bij Lille OSC en Excelsior Moeskroen. In 2004 debuteerde hij voor Excelsior Moeskroen. In 2006 trok de Fransman naar ES Wasquehal, waar hij vijf seizoenen speelde. In 2011 keerde hij terug naar Moeskroen, waar hij voor het nieuw opgerichte Mouscron-Péruwelz ging spelen. In 2012 promoveerde hij met Mouscron-Péruwelz naar Tweede klasse. In 2014 promoveerde hij met de Henegouwers naar de Jupiler Pro League. Op 27 juli 2014 maakte Delacourt opnieuw zijn opwachting in de Jupiler Pro League tegen RSC Anderlecht.
Tijdens de zomertransferperiode van 2015 verruilde Delacourt Moeskroen voor SK Deinze. Twee jaar later, in juli 2017, ondertekende hij een contract bij Cercle Brugge. In zijn eerste seizoen promoveerde hij met Cercle Brugge naar Eerste klasse A. In de zomer van 2019 koos hij voor RWDM. Een jaar later verliet hij de club alweer voor Francs Borains.

## Spelerstatistieken

### Overzicht als clubspeler
| seizoen | club                    | land   | competitie             | wedstrijden | doelpunten |
| ------- | ----------------------- | ------ | ---------------------- | ----------- | ---------- |
| 2011/12 | Royal Mouscron-Péruwelz | België | Derde klasse           | 23          | 2          |
| 2012/13 | Royal Mouscron-Péruwelz | België | Tweede klasse          | 30          | 6          |
| 2013/14 | Royal Mouscron-Péruwelz | België | Tweede klasse          | 32          | 2          |
| 2014/15 | Royal Mouscron-Péruwelz | België | Eerste klasse          | 29          | 2          |
| 2015/16 | KMSK Deinze             | België | Tweede Klasse          | 23          | 1          |
| 2016/17 | KMSK Deinze             | België | Eerste klasse amateurs | 11          | 0          |
| 2017/18 | Cercle Brugge           | België | Eerste klasse B        | 17          | 1          |
| 2018/19 | Cercle Brugge           | België | Eerste klasse          | 17          | 2          |
| 2019/20 | RWDM                    | België | Eerste klasse amateurs | 18          | 1          |
| 2020/21 | Francs Borains          | België | Eerste nationale       | 1           | 0          |

Bijgewerkt op 12 oktober 2020.